# ROCK YOUR SOUL
「ROCK YOUR SOUL」（ロック・ユア・ソウル）は、V6の41枚目のシングル。2012年12月26日にavex traxから発売された。
初回生産限定盤A、初回生産限定盤B、通常盤、真・北斗無双盤の4形態で発売された。

## 収録曲

### CD

#### 通常盤・初回生産限定盤A/B
※「fAKE」以降、通常盤のみ収録。
1. ROCK YOUR SOUL [5:18]
作詞・作曲：清水昭男
編曲：鈴木雅也
  - コーエーテクモゲームス『真・北斗無双』テーマソング
2. ミュージック・ライフ [3:56]
作詞・作曲：西寺郷太・谷口尚久
編曲：corin.
  - TBS系『ガチャガチャV6』テーマソング
3. fAKE [4:18]
作詞：Kenn Kato
作曲・編曲：corin.
4. ボクラノオト [4:14]
作詞：鳥海雄介
作曲：大智
編曲：CHOKKAKU
  - 楽曲｢明日の傘｣の続編として作られ、「明日の傘」は結婚するまでの歌。「ボクラノオト」は2人の生活の音とかそういうものが愛の証になっていく、という内容になっている[1]。
5. ROCK YOUR SOUL（instrumental）
6. ミュージック・ライフ（instrumental）
7. fAKE（instrumental）
8. ボクラノオト（instrumental）

#### 真・北斗無双盤
1. ROCK YOUR SOUL
2. ROCK YOUR SOUL ゲームエンディングver. [3:03]
  - 表題曲のゲームエンディングバージョン
3. ROCK YOUR SOUL （instrumental）

### DVD

#### 初回生産限定盤A
1. ROCK YOUR SOUL
2. ROCK YOUR SOUL マルチアングルver.

#### 初回生産限定盤B
1. 「キーポンV6」Vol.2
2. ROCK YOUR SOUL ダンスver.
3. ROCK YOUR SOUL メイキング映像

## 収録アルバム
- 『Oh! My! Goodness!』（#1）
- 『SUPER Very best』（#1）

## テレビ出演
ROCK YOUR SOUL
- 『ザ少年倶楽部プレミアム』（2012年12月26日、NHK BSプレミアム）

fAKE
- 『ザ少年倶楽部プレミアム』（2012年12月26日、NHK BSプレミアム）
テレビ初披露